# Steiner Ruderclub

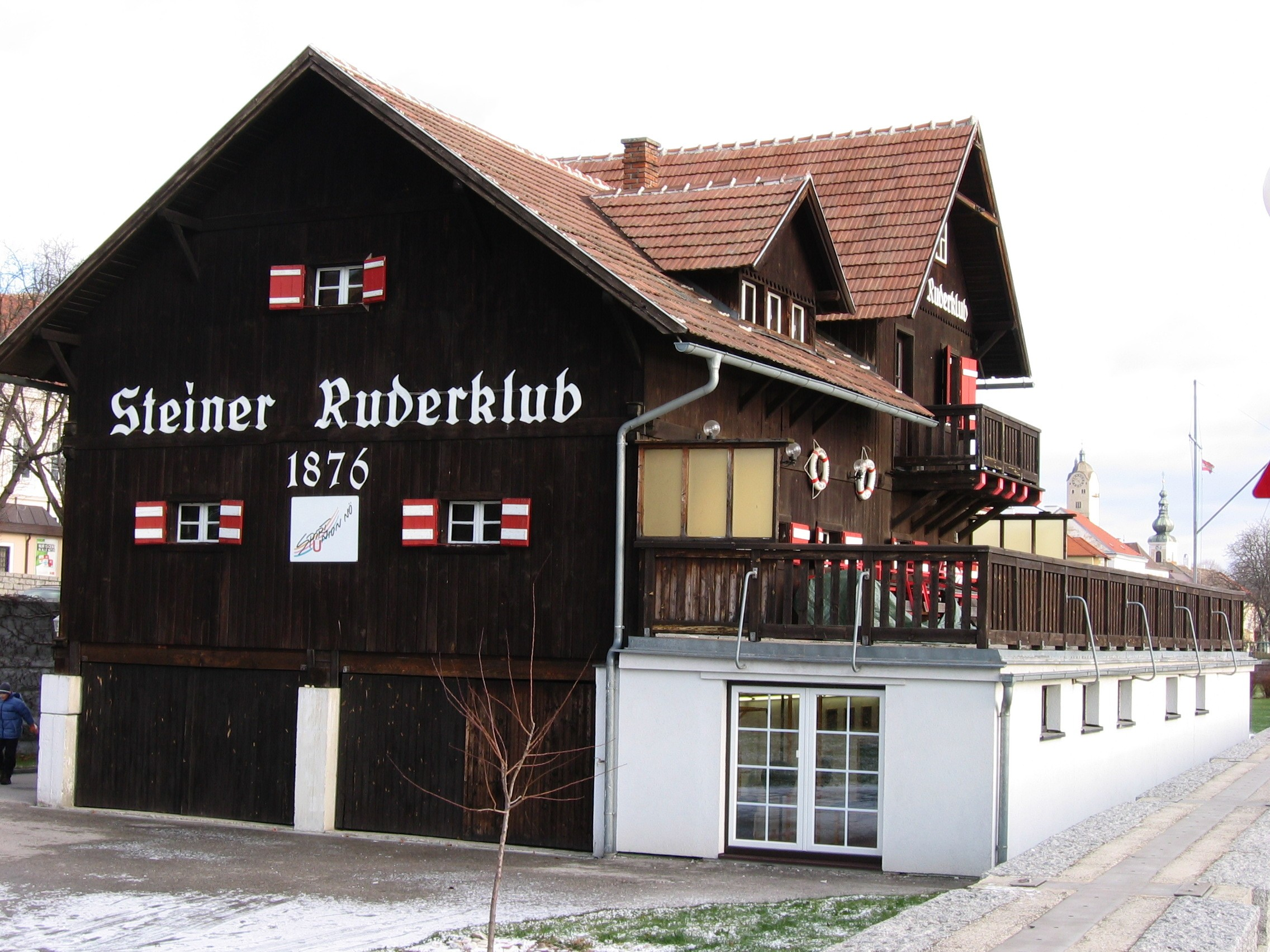
Clubhaus des Steiner Ruderclubs

Der Steiner Ruderclub ist ein österreichischer Rudersportverein aus dem Stadtteil Stein der Stadt Krems an der Donau. Er wurde am 24. November 1876 gegründet und ist damit einer der ältesten Ruderclubs Österreichs. 1926 wurde mit dem Bau des heutigen Bootshauses begonnen.

## Geschichte
1936 konnten zwei Kanuten des Steiner Ruderclubs bei den Olympischen Spielen in Berlin Medaillen gewinnen: Gregor Hradetzky errang Gold sowohl über die Distanz von 1000 m als auch über die von 10.000 m im Einer-Kajak, Fritz Landertinger gewann die Silbermedaille im Einer-Kajak über die Distanz von 10.000 m. Eine Wiederholung des olympischen Erfolgs blieb den beiden Athleten allerdings bedingt durch den Zweiten Weltkrieg verwehrt. Erst in den frühen 1950er Jahren war der Steiner Ruderclub wieder vollständig aufgebaut und restauriert, 1954 richtete allerdings ein Donauhochwasser großen Schaden am Bootshaus und den Booten an. 1975 wurde die Trasse der B3 unter der direkt neben dem Bootshaus befindlichen Mauterner Donaubrücke verlegt, wodurch es notwendig wurde, das Haus mittels eines Krans um die Hälfte seiner Breite in Richtung Donau zu verschieben. 1991 entstand durch die Hochwasser führende Donau abermals Schaden am Clubhaus.
Der Steiner Ruderclub von 1876 stellt in mehreren Kategorien österreichische Meister.